# Karl-Otto Apel
Karl-Otto Apel (født 15. marts 1922, død 15. maj 2017) var en tysk filosof. 

## Liv
Fra 1940-45 soldat i den tyske hær og med i Rusland. I 1945 begyndte han at studere filosofi, historie og tysk filologi ved Bonn Universitet. Her mødte han Judith Janh – som han gifter sig med i 1953 – og Jürgen Habermas. Han fik doktorgraden i filosofi i 1950 med en afhandling om Martin Heideggers filosofi. Fra 1973 professor i filosofi i Frankfurt am Main, hvor han atter mødte Habermas. I sit værk fra 1973, Transformation der Philosophie (2 vols.) viste han for første gang tydeligt et udkast til en egen teori. Hans artikel "Das Apriori der Kommunikationsgemeinschaft" er grundlaget for den diskursive etik. Med Diskurs und Verantwortung (1988) tog han skridtet mod den "anvendte etik". I 1989 inviterede Raúl Fornet-Betancourt ham til en dialog mellem diskursetikken og befrielsesfilosofien. Fra 1990 professor emeritus ved Frankfurt universitet.

## Diskursetik
Apel udvikler diskursetikken sammen med Habermas. I tråd med denne etik mener Apel, at individerne nødvendigvis er sociale væsener, fordi deres tænkning har dialogens form. Det betyder, at normernes gyldighed ikke kan bestemmes individuelt, men derimod må sammenholdes med deres mulige anerkendelse i et idealt kommunikationsfællesskab, hvilket vil sige et fællesskab, hvori dialogerne virkeliggør sig på lige betingelser. Under sådanne betingelser griber dialogerne ikke tilbage til tvang, men derimod til det bedste arguments styrke. Dialogerne er transparente, ledet af interessen om universalisering og søger konsensus mellem alle berørte.
Med reference til det ideale fællesskab er det muligt at kritisere det, som i det virkelige liv ikke giver anledning til autentiske dialoger. I dag er størstedelen af de dialoger, som handler om politiske, økonomiske eller sociale spørgsmål blotte forhandlinger, kampe for at opnå fremherskende private interesser. Men diskursetikken fortæller os, at argumentationen kun har mening, hvis vi forudsætter det ideale kommunikationsfællesskab, som en situation virkeligheden tenderer imod. En sådan opgave kan vi ikke overlade i den gode viljes hænder. Som samansvarlighedens etik fortæller diskursetikken os, at vi skal tage følgende skridt: 
- For det første, bør vi med enhver handling eller undladelse sikre den menneskelige slægts overlevelse som et virkeligt kommunikationsfællesskab.
- For det andet, bør vi forsøge at realisere det ideale kommunikationsfællesskab i virkeligheden.

Apel bekræfter, at retstatens voldsmonopol er legitimt ud fra diskursetikken, fordi det tillader individet at handle moralsk, al den stund det kan reducere mængden af strategiske handlinger i individets omgang med andre.
Ikke desto mindre er det muligt, at en retsstats gyldige love ikke korresponderer med det, som ville blive godkendt, hvis alle berørte havde kunnet argumentere. Et af de væsentligste problemer ved disse love er, at de ikke kan medtage perspektiver fra de berørte, som ikke tilhører den samme retsstat. Derfor mener Apel, at enhver af os i en postkonventionel planetarisk etiks forstand er samansvarlige for konsekvenserne af vore kollektive handlinger, og i den forstand er vi i stand til at genkende og kritisere de love, som er uretfærdige ved vilkårligt at fremme nogles interesser frem for andres.
Apel, der definerer begrebet kultur som de "etisk-religiøse værdiers tradition", tager i betragtning, at diskursen ikke i hvert tilfælde er indfanget af den kulturelle tradition. Det er meget vigtigt at fremme dialog mellem medlemmer af forskellige kulturer, hvad enten de er indbyggere i samme eller forskellige stater. Politikerne og juristerne er i højeste grad samansvarlige for institutionaliseringen af en retfærdig international retsorden.

## Tolerance
Der findes to former for tolerance mellem medlemmer af forskellige kulturer: 
1) Den negative tolerance, det vil sige en neutralitet forstået som ikke-intervention i de forskellige individuelle og/eller sociokulturelle former for liv. 
2) Den bekræftende tolerance, som anser det for en pligt at støtte alle i deres søgen efter livsidealer inden for grænserne af lige muligheder for alle. Diskursetikken begrunder denne sidste type tolerance. Det handler derfor om ikke kun at acceptere, at andre kan have forskellige visioner om liv og død, men om at forsøge at forstå det motiv, som har bragt dem til at tænke på denne måde, at søge punkter for sammenfald og derfra at fremme den forskellighed, som er nødvendig både for hver enkelt subjekts autentiske identitet indenfor rammerne af den kultur, hvori den enkelte er blevet socialiseret, og for en større gensidig berigelse af kulturerne.

## Marxisme
Enrique Dussel, fortaler for befrielsesfilosofien, minder os om, at de fattige lande, som tegner sig for 75% af jordens befolkning, er udelukket fra alle kommunikationsfællesskabets relevante dialoger, så længe de rige lande ikke har forstået vigtigheden af den marxistiske økonomis teori for en frigørelse af den "tredje verden".
For Apel er det en anakronisme at gøre Marx aktuel igen. Marxismen-Leninismens sammenbrud skyldes kravet om at opløse den kapitalistiske markedsøkonomi ved socialisering af produktionsmidlerne. Undertrykkelsen af markedsøkonomien i de kommunistiske lande i Østeuropa til fordel for et politisk system med en bureaukratisk ledelse af økonomien resulterede i underskud af motivation i mobilisereringen af personers energi. Men marxismen slår især fejl, fordi det sociale demokrati og fagbevægelsens resultater på langt sigt får de vestlige demokratier med deres sociale ydelser til at virke mere attraktive end stater med "virkelig eksisterende socialisme". Den rette vej er derfor: At konsolidere den politiske frihed og realisere sociale reformer, hvilket vil sige, at opretholde det parlamentariske demokrati og det markedsøkonomiske system; og at anerkende, at verdenspolitikken kræver en samansvarlig planetarisk makroetik for alle mennesker pga. de kollektive handlingers konsekvenser og sekundære virkninger. En sådan etik ville ikke kun forsvare europæernes interesser, men derimod interesserne for alle mennesker som er berørte af den socio-økonomiske og økologiske krise, som verden oplever.

## Indflydelse
Apels diskursetik har påvirket mange samtidige tænkere, bl.a. Axel Honneth, Hauke Brunkhorst, Matthias Kettner, Adela Cortina, Gunnar Skirbekk, Jon Hellesness, Thomas McCarthy, Seyla Benhabib og Enrique Dussel.